# دانشگاه دپیپل
دانشگاه دپیپل (به انگلیسی: University of the People) یک مؤسسه برخط ناسودبر آمریکایی در زمینه تحصیلات عالیه است که در پاسادینا، کالیفرنیا واقع شده است. در حال حاضر در این دانشگاه رشته‌های مدیریت بازرگانی و علوم رایانه ارائه می‌شود؛ امید است به زودی MBA و علوم پزشکی نیز ارائه شود. این دانشگاه، تنها دانشگاه OER در جهان است. صلاحیت علمی این مدرسه به تأیید «کمیسیون اعتبارسنجی آموزش از راه دور» رسیده است . همچنین، «اتحادیه‌ی غربی مدارس و دانشگاه‌ها» (WASC) نیز این دانشگاه را مورد تایید قرار داده است.

## تاریخچه
کارآفرین عرصه آموزش شای رشف در سال ۲۰۰۹ دانشگاه دپیپل را بنیان نهاد. در آغاز به کار این دانشگاه در سپتمبر ۲۰۰۹ از ۴۹ کشور مختلف از سرتاسر جهان ۱۷۷ دانشجو در کلاس افتتاحیه این دانشگاه شرکت کردند.
در سپتمبر ۲۰۰۹ پروژه جامعه اطلاعاتی دانشگاه حقوق ییل برنامه‌های خود را در زمینه آموزش دیجیتال با همکاری تحقیقاتی با دانشگاه دپیپل گسترش داد.
در ۱۹ می ۲۰۰۹ در سازمان ملل از این دانشگاه یاد شد. در آگوست ۲۰۱۰ جایزه جهانی کلینتون به این دانشگاه تعلق گرفت.
پس از دریافت این جایزه، در نوومبر ۲۰۱۰ دانشگاه دپیپل می‌پذیرد ۲۵۰ جوان هائیتیای را برای آموزش برخط رایگان می‌پذیرد.
در جون ۲۰۱۱ دانشگاه دپیپل همکاری‌های خود را با دانشگاه نیویورک آغاز می‌کند و تعدادی از دانشجویان دپیپل برای تحصیل در یکی از مهمترین موسسات جهان (شعبه ابوظبی دانشگاه نیویورک)پذیرش می‌شوند.

## سازماندهی و مدیریت
دانشگاه توسط هیئت مدیره  و شورای مشورتی  سرپرستی می‌شود.
دانشگاه دپیپل از طریق هیئت مدیره‌اش مورد پشتیبانی فرهیختگان ممتاز قرار گرفته است. جان سکستون (John Sexton) رئیس پیشین دانشگاه نیویورک ریاست هیئت مدیره این دانشگاه رابر عهده دارد.